# العلاقات اليمنية النيكاراغوية
العلاقات اليمنية النيكاراغوية هي العلاقات الثنائية التي تجمع بين اليمن ونيكاراغوا.

## مقارنة بين البلدين
هذه مقارنة عامة ومرجعية للدولتين:
| وجه المقارنة                                              | اليمن         | نيكاراغوا        |
| --------------------------------------------------------- | ------------- | ---------------- |
| المساحة (كم2)                                             | 555.00 ألف    | 130.38 ألف       |
| عدد السكان (نسمة)                                         | 28.25 مليون   | 6.22 مليون       |
| الكثافة السكانية (ن./كم²)                                 | 50.9          | 47.71            |
| العاصمة                                                   | صنعاء، عدن    | ماناغوا          |
| اللغة الرسمية                                             | اللغة العربية | اللغة الإسبانية  |
| العملة                                                    | ريال يمني     | كوردبا نيكاراغوا |
| الناتج المحلي الإجمالي (بليون دولار)                      | 18.21 مليار   | 13.81 مليار      |
| الناتج المحلي الإجمالي (تعادل القوة الشرائية) بليون دولار | 75.69 مليار   | 31.63 مليار      |
| الناتج المحلي الإجمالي الاسمي للفرد دولار أمريكي          | 1.41 ألف      | 2.09 ألف         |
| الناتج المحلي الإجمالي للفرد دولار أمريكي                 |               | 4.92 ألف         |
| مؤشر التنمية البشرية                                      | 0.498         | 0.631            |
| رمز المكالمات الدولي                                      | +967          | +505             |
| رمز الإنترنت                                              | .ye           | .ni              |
| المنطقة الزمنية                                           | ت ع م+03:00   | 00               |

## منظمات دولية مشتركة
يشترك البلدان في عضوية مجموعة من المنظمات الدولية، منها:
| علم المنظمة | اسم المنظمة                               | تاريخ انضمام اليمن | تاريخ انضمام نيكاراغوا |
| ----------- | ----------------------------------------- | ------------------ | ---------------------- |
|             | يونسكو                                    | 2 أبريل 1962       | 22 فبراير 1952         |
|             | مؤسسة التمويل الدولية                     | 22 مايو 1970       | 20 يوليو 1956          |
|             | المركز الدولي لتسوية المنازعات الاستشارية | 20 نوفمبر 2004     | 19 أبريل 1995          |
|             | منظمة حظر الأسلحة الكيميائية              | ?                  | ?                      |
|             | مؤسسة التنمية الدولية                     | 22 مايو 1970       | 30 ديسمبر 1960         |
|             | وكالة ضمان الاستثمار متعدد الأطراف        | 12 مارس 1996       | 12 يونيو 1992          |
|             | الاتحاد البريدي العالمي                   | ?                  | ?                      |
|             | منظمة الشرطة الجنائية الدولية             | ?                  | ?                      |
|             | الأمم المتحدة                             | 30 سبتمبر 1947     | 24 أكتوبر 1945         |
|             | الاتحاد الدولي للاتصالات                  | 1931               | 12 مايو 1926           |
|             | البنك الدولي للإنشاء والتعمير             | 3 أكتوبر 1969      | 14 مارس 1946           |

## وصلات خارجية
- موقع وزارة الخارجية النيكاراغوية